# Trashtag
#Trashtag challenge— новый вирусный эко-челлендж, посвященный спасению нашей планеты, захватил внимание общественности в 2019 году. Челлендж призывает людей со всего мира убирать мусор с загрязненных территорий, тем самым заставляя человека обратить внимание на эту глобальную проблему и помочь природе. Участники флешмоба фотографируют загрязненную местность «до» и «после» уборки, далее выкладывают фото в соцсети с хештегом #Trashtag.

## История появления «мусорного» челленджа
Идею trashtag зародил еще в 2015 году американец Стивен Рейнхольд. Стивен со своим другом путешествовал на машине, они ехали по шоссе и из открытого окна автомобиля вылетел бумажный чек, за которым они так и не вернулись. Стивена мучали совесть и моральная ответственность, он обязался подобрать сотню бумажек во время путешествия и выбросить их в урну. Рейнхольд выполнил своё обещание и сделал публикацию, в которой рассказал об этом случае. Спустя некоторое время Стивен запустил проект #trashtag, при участии компании UCO, он и являлся представителем этой компании. Суть этого экопроекта: сохранение чистоты в дикой природе. Те кто участвовал во флешмобе получали вознаграждения от компании, но популярным этот челлендж так и не стал.
Только спустя 4 года пользователи всемирной паутины дружно поддержали замысел автора. 5 марта пользователь фейсбука Байрон Роман выложил пост с фото «до», где мужчина сидит на фоне участка леса, который заполонен мусором и фото «после», на котором тот же мужчина стоит на фоне этого же убранного его руками участка. В этой публикации Роман призвал скучающих тинейджеров: «А вот и очередной #challenge для всех вас, скучающих подростков. Вам нужно сделать снимок территории, которая нуждается в уборке, а затем сделайте снимок того же места, очищенного вами и опубликуйте его.»Вскоре на Reddit появился тред со скриншотом публикации, за который проголосовало 141 000 человек «за». Сегодня у этого поста на фейсбуке 104 000 лайков и 340 000 репостов.
Добровольцы со всего мира чистят улицы родных городов, пляжей, убирают мусор в лесах на обочинах дорог, также повышают осведомленность о количестве производимого пластикового мусора и сигаретных бычков